# Gau Neletici

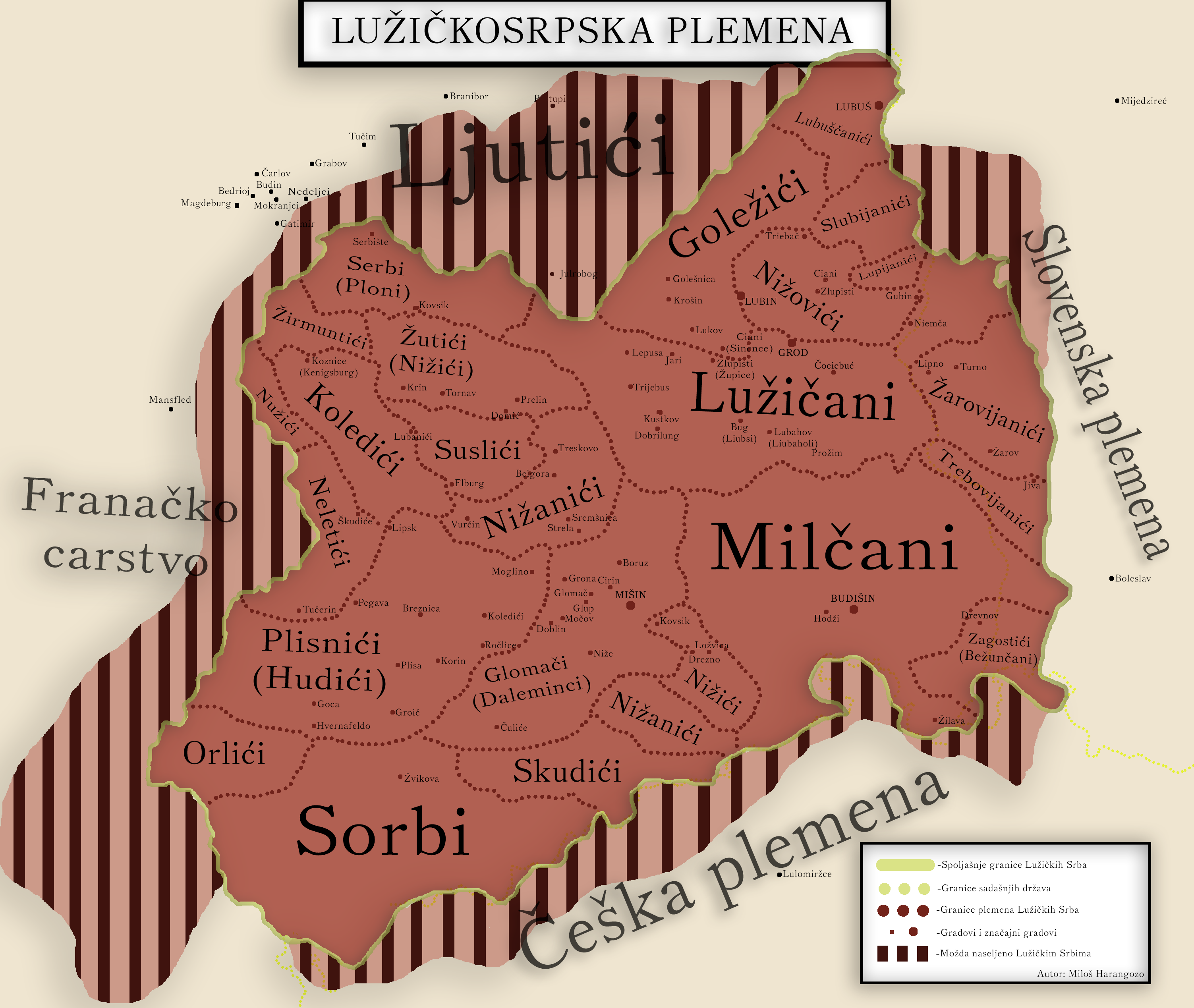
Neletici in den sorbischen Stämmen

Der (auch das) Gau Neletici oder Neletizi wurde im 10. Jahrhundert auf sorbisch besiedeltem Gebiet östlich der Saale eingerichtet und nach dem sorbischen Hauptort Nehlitz benannt. Zu ihm gehörte auch Halle mit der Burg Giebichenstein.

## Umfang
König Otto I. (936–973) teilte die vom Heiligen Römischen Reich neueroberten rechtssaalischen slawischen Gebiete in Gaue ein, welche zumeist die Namen der sorbischen Volksstämme erhielten. Der ehemalige Saalkreis umfasste hier zwei sorbische Gaue, den Nudzici- und Neletici-Gau mit den gleichlautenden slawischen Hauptorten Neutz bei Wettin und Nehlitz.
Östlich der Saale gehörte zum Gau Neletici der Burgward Giebichenstein, nahe der Elstermündung in die Saale lag an der Elster der Burgward Radewell im heutigen Hallenser Stadtteil Radewell/Osendorf. Weitere Burgwarde gab es in Thobragora („Guter Berg“ – heute Gutenberg) und Brachstedt (beide zu Petersberg), sowie in Oppin und Niemberg (beide zu Landsberg).
Die Westgrenze von Neletici stellte die Saale dar, im Süden begrenzte das Überschwemmungsgebiet der Weißen Elster den Gau. Die Grenze zu Nudzici im Nordwesten war die Götsche (in ihrem Unterlauf noch heute die Grenze zwischen Halle und dem Saalkreis). Nach Nordosten wurde der Gau in etwa durch das Gebiet der Riede begrenzt, einem linken Zufluss der Fuhne.

## Geschichte

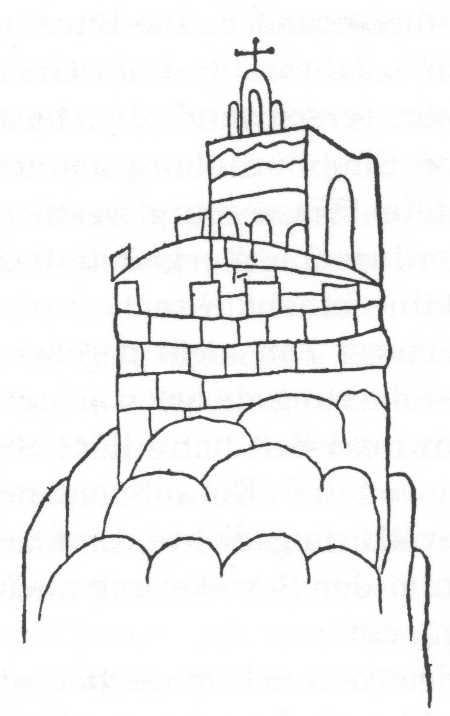
Die Quedlinburg im Jahre 956 (Recognitionszeichen MGH DD O. I, 184)

Das neueroberte Sorbenland befand sich zunächst als Königsland in der Hand Ottos. I.
Am 26. Juni 952 tauschte dieser in seiner Königspfalz Merseburg Gemarkungen (marcae) des Gaues Neletici, nämlich Osmünde mit zwei Orten (loca), Trotha mit der Burg (castellum) Groitzsch, Thobragora, Brachstedt und Oppin, gegen nicht genau lokalisierte Güter (praedia) seines Vasallen Billing im Gebiet von Göttingen.
Diese Güter um Göttingen schenkte der König 953 in seiner Pfalz Quedlinburg dem Moritzkloster Magdeburg. Hierbei wurden die getauschten Gemarkungen des Gaues Neletici als Gut im Slavenland bezeichnet.
Am 29. Juli 961 schenkte er in seiner Pfalz Ohrdruf den Zehnt der Gaue Neletici, Nudzici, Quesizi und Zitizi ebenfalls an das Mauritiuskloster.
Zu einem unbekannten Zeitpunkt vor dem 28. Juli 966 wurde ein Teil des Tausches zwischen Otto I. und Billing aus dem Jahre 952 rückgängig gemacht, weil Billing auch Erbgut seiner Frau hierzu verwendet hatte. Vermutlich erhoben Verwandte der Frau nach deren frühen Tod Einspruch, da nach damaligem Recht dieses Gut bei einer kinderlosen Ehe an die Familie der Frau zurückgehen musste. Der Vertrag wurde gelöst, und Otto I. erhielt die getauschten Gemarkungen im Gau Neletici zurück. Am 28. Juli 966 schenkte der König in seiner Pfalz Wallhausen diese Güter ebenfalls dem Mauritiuskloster. Erwähnt wurden hierbei Neustadt, Brogora, Oppin und Brachstedt.

## Grafen
- Billing (bezeugt 937–966, † wohl 967 – am 2. Dezember 958 als Graf (ohne Lokalisierung) erwähnt[19], besaß spätestens ab 963 Grafenrechte im Gau Neletici)